# UC3 Nautilus
L'UC3 Nautilus est un sous-marin de poche privé danois. 
Sa construction - en tant que projet artistique mené par Peter Madsen et un groupe de bénévoles - a duré trois années, et a coûté environ 200 000 US$ (1,5 million de couronnes danoises). Il s'agit du troisième modèle de sous-marin créé par Madsen, et au moment de son lancement, le 3 mai 2008, il s'agissait du plus grand sous-marin privé au monde.
Le 11 août 2017, l’UC3 Nautilus a coulé dans la baie de Køge, dans ce que les enquêteurs ont déterminé comme étant un acte délibéré,. Le lendemain, la police danoise a récupéré le sous-marin et l'a ramené sur terre, dans le cadre de l'enquête sur la mort de la journaliste suédoise Kim Wall, qui a été vue pour la dernière fois en vie, à bord du sous-marin. À la suite de la condamnation de Madsen pour le meurtre, le sous-marin a été confisqué et il est en attente de destruction.

## Lancement
Le jour de son lancement, le 3 mai 2008, l’UC3 Nautilus ne déplaçait que 32 tonnes et était encore incomplet. Il a été baptisé lors d'une cérémonie sur la côte ouest de Refshaleøen et remorqué, jusqu'à la barge Illutron (anciennement M/S Half Machine) dans le Kongens Enghave, qui sert de lieu d'accueil et de support à diverses installations artistiques. En août 2008, le Nautilus a pu naviguer seul, après que la transmission principale du moteur diesel et la direction avaient été achevées. Lors de son voyage inaugural, le sous-marin a été piloté par un ancien équipage de la division sous-marine de la  Marine Royale danoise ,. L'objectif étant d'évaluer sa maniabilité, l'évaluation a d'ailleurs été favorable. En octobre 2008, le Nautilus a été submergé pour la première fois.

## Spécifications
Le Nautilus peut accueillir un maximum de huit personnes pour le fonctionnement de surface et quatre en plongée. Le sous-marin se déplace à une vitesse de cinq à six nœuds, en fonction des conditions et selon qu'il est ou non en plongée. Il dispose de deux réservoirs de 1 500 litres pour l'eau douce et le carburant. Les ballasts principaux de 8 000 litres sont remplis et vidés avec de l'air comprimé et peuvent évacuer jusqu'à 400 litres d'eau par seconde. Le bateau peut plonger jusqu'à 100 m et son immersion d'écrasement est entre 400 et 500 m.
Il y a 16 hublots (8 de chaque côté dont 2 gros) pour l'observation directe. Le périscope a cinq caméras vidéo, fournissant  une vision panoramique à 360 degrés sur des écrans dans la salle de contrôle. La salle des machines a deux moteurs diesel, dont l'un est pour la propulsion directe. L'autre entraîne un générateur électrique triphasé qui alimente le compresseur et le chargeur de batterie. Il y a plus d'une tonne de batteries de 12 volts à bord, alimentant le moteur électrique à courant continu, et pouvant fonctionner seul ou en tandem avec le moteur principal permettant d’entraîner l'hélice en laiton de 5 pales, qui pèse 80 kilogrammes. Des servos électriques commandés par joystick actionnent le gouvernail (à l'arrière) et les hydroplanes (à l'avant).
À titre de comparaison, le Nautilus est beaucoup plus petit que les vieux sous-marins danois de la classe Kobben. Il fait 40 % de la longueur, 40 % de la largeur, et se déplace trois fois moins vite qu'un sous-marin Kobben. Au début de 2009, un schnorchel automatique a été installé de sorte que le sous-marin puisse naviguer en immersion et, en août, il a navigué ainsi à partir de Køge.
Le sous-marin peut être actionné par une seule personne à partir de la salle de contrôle. Toutes les commandes et tous les indicateurs, tels que le contrôle de la flottabilité, des pompes, des moteurs, de la pression de l'air, de la communication, de la vidéo, et d'autres systèmes électriques, sont accessibles à partir du siège du capitaine. Cependant, en juillet 2010, l'équipage devait encore effectuer un changement manuel pour passer de la configuration de surface à la configuration pour la plongée, en réglant correctement les soupapes des schnorchels et des moteurs. Le Nautilus peut fonctionner grâce à son moteur diesel jusqu'à huit minutes sous l'eau sans son schnorchel. Le moteur nécessite un approvisionnement constant d'air pour fonctionner, contrairement au moteur électrique, et l'utiliser en immersion fait chuter la pression de l'air à l'équivalent de 3 000 m au-dessus du niveau de la mer, car, à moins que le schnorchel ne soit utilisé, le moteur prend de l'air venant du compartiment de l'équipage.

## Missions
En 2009, lors d'un voyage autour de Refshaleøen, une île de Copenhague, le Nautilus a reçu la visite d'un groupe de fans de sous-marins, venus avec Subsim, un site axé sur les sous-marins. Des développeurs de jeu vidéo d'Ubisoft étaient également à bord pour trouver de l'inspiration pour leur jeu de sous-marin, Silent Hunter 5.
Le Nautilus a été utilisé par ses constructeurs et diverses autres personnes pour des loisirs et des expéditions. Parmi celles-ci, il y a eu la tentative de lancement de la fusée et des vaisseaux spatiaux HEAT 1X Tycho Brahe, construit par Copenhagen Suborbitals, l'association à but non lucratif de Madsen. Le mardi 31 août 2010, le sous-marin a poussé une plate-forme flottante de lancement - baptisée Sputnik, transportant l'engin de Copenhague vers le site de lancement près de Nexø, à Bornholm.
En janvier 2011, le Nautilus est retourné à terre à Refshaleøen pour recevoir des améliorations pendant plusieurs mois. Le 28 avril 2017, le Nautilus a été relancé à la suite des réparations et améliorations.

## Naufrage en 2017
Le 11 août 2017, le Nautilus devait partir de Copenhague pour apparaître dans l'après-midi lors d'une exposition à Bornholm, mais Madsen a envoyé un texte informant les membres de l'équipage que le voyage était annulé,. Le sous-marin a été porté disparu le lendemain matin. La police danoise a rendu visite à un membre de l'équipage pour établir qui était à bord, et une vaste opération de recherche a été lancée à l'aide d'hélicoptères et de navires dans le port de l'Øresund, juste à l'extérieur du port de Copenhague.
Le Nautilus a quitté Refshaleøen vers 19 heures avec à son bord Madsen et la journaliste suédoise Kim Wall,. À 11 heures, il a coulé et Madsen a été secouru par un bateau privé. La police danoise l'a inculpé de meurtre, le suspectant d'avoir sabordé le Nautilus pour détruire les preuves,Madsen a été reconnu coupable du meurtre de Wall en avril 2018, et le sous-marin a été confisqué. Il sera détruit par les autorités.